# 商用車プロショップ

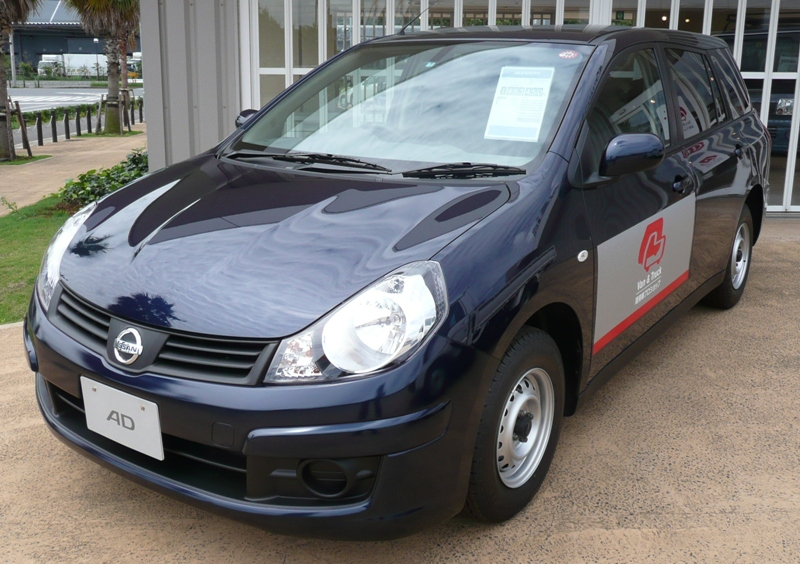
商用車プロショップの展示車
（ADエキスパート）

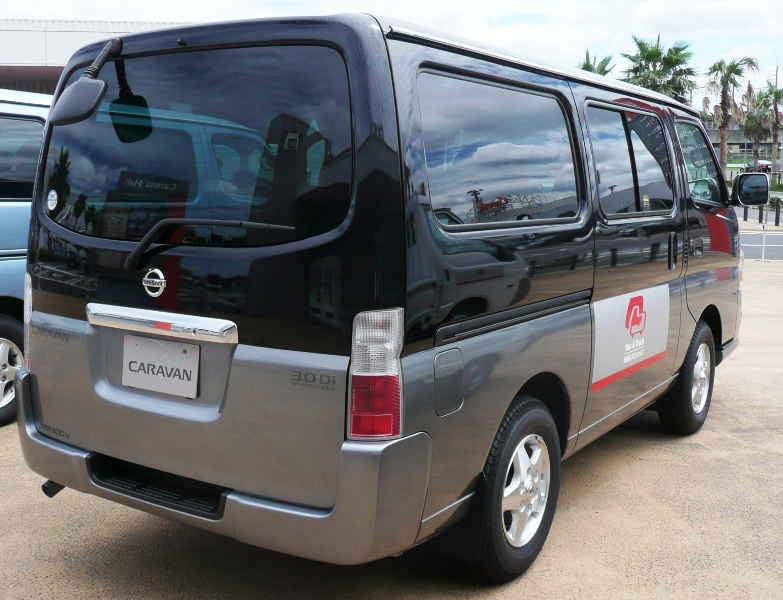
商用車プロショップの展示車
（キャラバン）

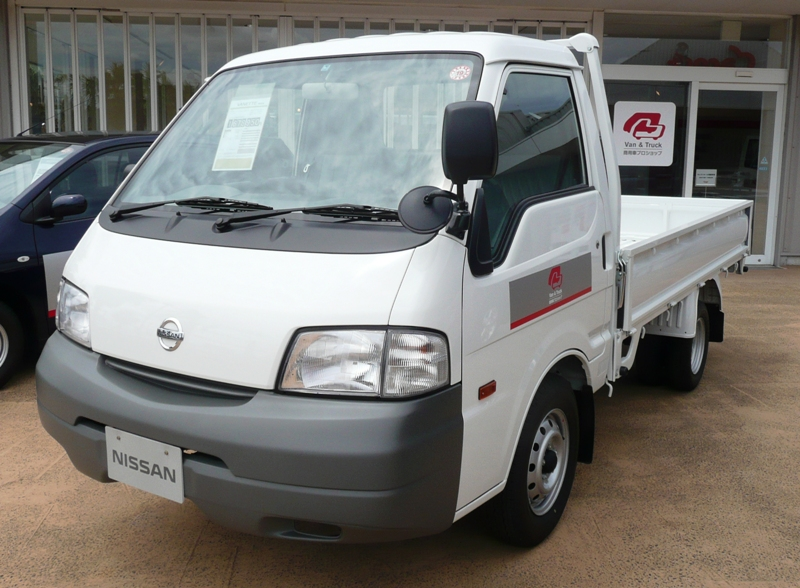
商用車プロショップの展示車
（バネットトラック）

商用車プロショップとは、日産自動車の販売店の中でも、特に商用車に関する専門機能を強化した店舗である。
基本的に既存の乗用車販売店内に併設され、専門の教育を受けたカーライフアドバイザーによる対応及び商用車の試乗車や展示車が常備されている。
これは「日産バリューアップ」における4つのブレークスルーの1つとしての小型商用車事業の国内における具体的なアクションプランの一環である。

## 認定条件
- 商用車プロスタッフ（特装車、商用車に関する専門知識の教育を受けたカーライフアドバイザー）が在店すること。
- 商用車の試乗車または展示車を常備すること。
- 商用車の整備対応が可能なサービス工場を有すること。
- 日産自動車の定める専用宣伝・広告物や販売促進ツール類の設置。商用車関連の定期的な販売促進活動の企画・実施。

## 店舗
詳細は商用車プロショップ検索を参照。秋田県・滋賀県・沖縄県の3県には商用車プロショップは所在しない。